# František Griglák
František „Fero“ Griglák (* 13. srpna 1953) je slovenský rockový kytarista, známý hlavně jako frontman jazz rockové skupiny Fermata.

## Diskografie

### Se skupinouPrúdy(resp. sPavlem Hammelem)
- 1970 – Pavol Hammel a Prúdy
- 1978 – Stretnutie s tichom
- 1978 – Cyrano z predmestia (se studiovou skupinou Vivat s Mariánem Vargou)
- 1979 – Vrabec vševed (částečná kompilace)
- 1980 – Faust a margaréty
- 1981 – Čas malín
- 1983 – Dnes už viem
- 1984 – Divadielka v tráve
- 1999 – Prúdy 1999
- 2002 – Šálka čaju (rarity 1.)

### Se skupinouCollegium Musicum
- 1971 – Konvergencie
- 1979 – On a ona (j.h.)
- 2010 – Speak, Memory

### Se skupinouFermata
- 1975 – Fermáta
- 1976 – Pieseň z hôľ
- 1977 – Huascaran
- 1980 – Dunajská legenda
- 1980 – Biela planéta
- 1981 – Generation
- 1984 – Ad libitum
- 1991 – Simile...
- 1994 – Real Time
- 1999 – X
- 2005 – Next
- 2007 – Live v Klube za zrkadlom
- 2019 – Blumental Blues

### SJánem Lehotským
- 1992 – Janko Lehotský a priatelia
- 1996 – Čiernobiely svet